# 鈍葉絹蘚
鈍葉絹蘚（学名：[Entodon obtusatus] 错误：{{Lang}}：文本有斜体标记（帮助））为絹蘚科絹蘚屬下的一个种。